# 元木の石鳥居

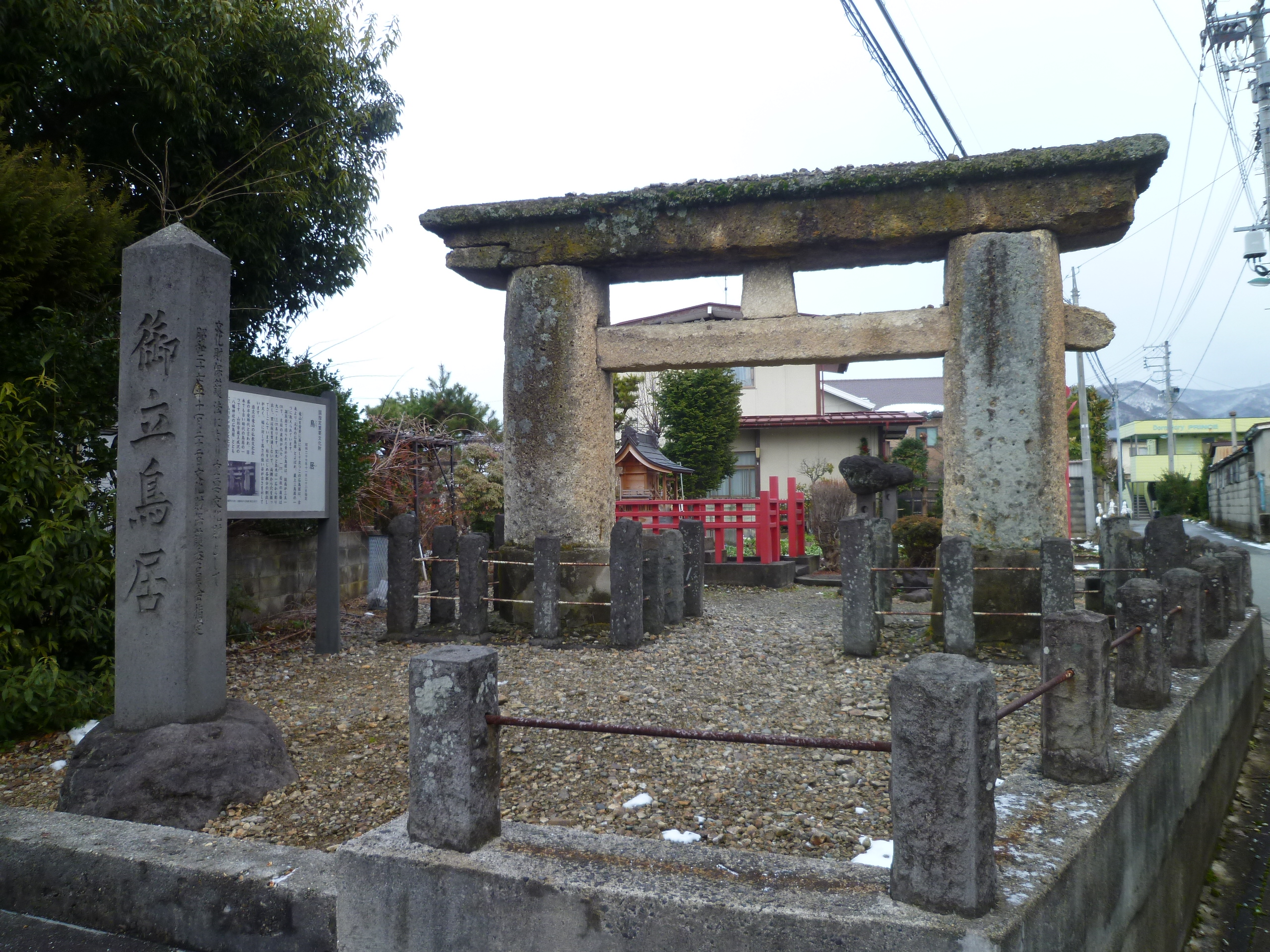
元木の石鳥居

元木の石鳥居（もときのいしとりい）は、山形県山形市鳥居ヶ丘にある、現存する日本最古の鳥居である。瀧山（りゅうざん）信仰の象徴であり、国の重要文化財に指定されている。

## 概要
山形市街地のやや南東寄りに位置する。所在地は2013年現在の住居表示では鳥居ヶ丘であるが、周辺一帯の地名から、「元木の石鳥居」、「元木の鳥居」などの通称がある。またこの元木・鳥居ヶ丘を含む山形市滝山（たきやま）地区では「御立（おんたて）の鳥居」としている。
正確な建立年代は不明。瀧山信仰の全盛期、天延年間（973-976年）に瀧山大権現へ奉納されたという言い伝えがあり、その様式の古さから平安時代に遡るものと考えられている。川勝政太郎によれば日本最古のものであり、大阪天王寺鳥居や大分県の臼杵市深田の石鳥居よりも古いとされている。
1927年（昭和2年）に山形県の名勝として指定。1937年（昭和12年）に国宝指定の申請を行い、戦後の1952年（昭和27年）11月22日に国の重要文化財に指定された。重要文化財としての指定名称は単に「鳥居」である。所有者は小立（おだち）財産区で、文化財保護法第32条の2の規定に基づく重要文化財の管理団体として山形市が指定されている。最上三鳥居の一つとされる。

## 構造・形式
瀧山を背景に西面している。高さ351cm、左柱の径が97.1cm、右柱の径が92.3cmである。様式は明神鳥居で、笠木にわずかに反りがある。石材は凝灰岩で、笠木と島木は一石から彫り出している。島木の左下端は巧みに接ぎ合わせている。貫は柱を貫通せず、両側から穴を掘って挿し込んでいる。柱をはじめ各部分が太く、幅に対して高さの低いことが古い様式の特徴を示している。柱の下部は戦後の保存運動により、コンクリートで太く補修されている。
凝灰岩は風化が進みやすく、風雨や雪による侵食や経年劣化が進んでることから、2015年の着手を目処に山形市が保存修復に向けた工事計画を進めている。

## 西行伝説
この鳥居には保元3年（1158年）に西行が瀧山参詣の際に訪れ、

瀧の山　かへりまうでの　袖ふれて　いしの鳥居も　細らぎやせし

という和歌を残したという伝承が残っている。
ただし、この歌を詠んだのは実際には西行ではなく、上山藩の儒学者五十嵐于拙である。于拙がこの歌の詞書に「西行上人ももうで給ひて、花の一首を残し玉ふ名所なりけらし」と記載したため、「花の一首」が上記の歌を指すと後世に誤解されたことによる。
なお、本来の「花の一首」とは、西行の山家集にある

たぐいなき　おもひいではの桜かな　うすくれなひの　花のにほひは

である。この歌の詞書に「出羽国にこえて、たきの山と申す山寺に侍りけるに」とあることによるが、この「たきの山」が瀧山を指すのかに関しては古くから論争があり、瀧山を指すとする説と山形市内の本沢地区にあった滝の山廃寺を指すとする説があり未決着となっている。

## 関連する史跡

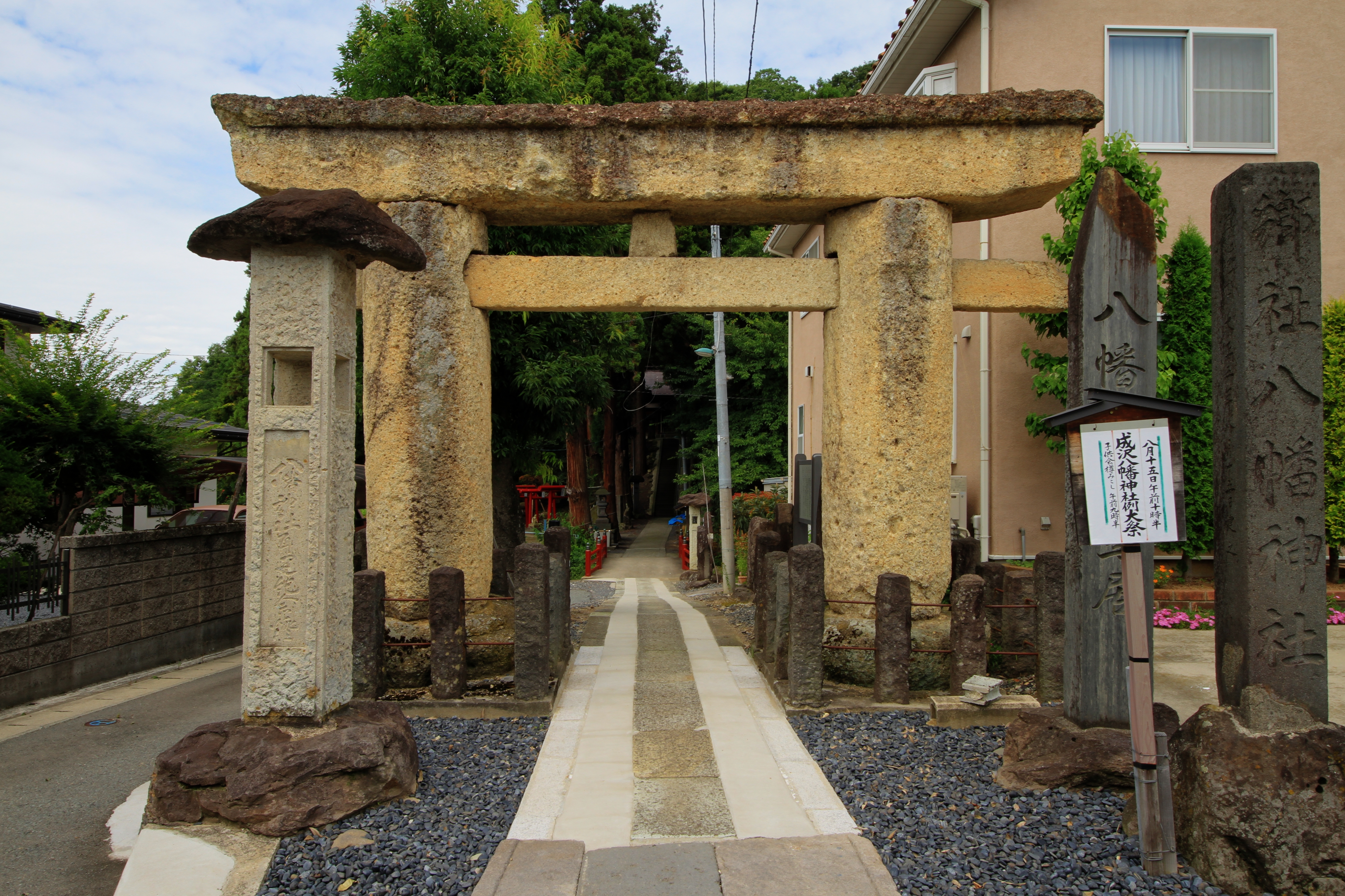
蔵王成沢の八幡神社石鳥居

同市内の蔵王成沢にある八幡神社にも石鳥居がある。こちらも瀧山への鳥居とされ、古文書によれば天仁2年（1109年）建立とされている。日本最古級の鳥居として同様に重要文化財指定されている。
これら平安時代の石鳥居が山形県の内陸地方にのみ残っている理由として、この地方に地震や台風などの大規模な災害がほとんどなかったためであろうとされている。

## 異説
この鳥居は瀧山信仰の象徴とされるが、実際の鳥居が立っている方角と千歳山の中腹にある千歳稲荷神社の伝承を考慮すると、瀧山ではなく千歳山に向かって立てられたのではないかという説もある。